# Gerhard Hendrik
Gerhard Hendrik (meist Gerhard Heinrich; * 1559 in Amsterdam; † 20. April 1615 in Breslau) war ein in Breslau tätiger Bildhauer.

## Leben
Sein wahrer Familienname ist unbekannt. „Sein Vater heißt Heinrich Gerhard also Hendrik Geritzoon. Unser Meister nennt sich Gerhard Heinrich also Gerit Hendrikzoon. Auch die Mutter Margaretha Wilhelmine wird Margaretha Willemsdochter ursprünglich geheißen haben.“ Der Vater Gerard (Gerardsz.; Gerhard; Gerritsz.; Geritszoon) Hendriksz. (Heinrich; Hendrik) hatte die Niederlande gegen 1572 verlassen, war bis 1578 in Kiel tätig und lebte dann bis zu seinem Tod 1585 in Danzig.
Gerhard Hendrik verbrachte die Jahre 1585 bis 1587 auf Lehrreisen in Frankreich, Italien und Deutschland. Seit 1587 ist er in Breslau bezeugt. Dort arbeitete er in der Werkstatt des Bildhauers Friedrich Gross d. Ä. und übernahm die Werkstatt nach dessen Tod. Am 4. Juni 1590 heiratete er in der Magdalenenkirche dessen Witwe Ursula Rindfleisch, Tochter des Oberzolleinnehmers Andreas Rindfleich. Gerhard musste die Erziehung von Ursulas Stiefsöhnen Friedrich und Wilhelm übernehmen, durfte dafür über vier Jahre Friedrich Gross’ Haus unentgeltlich nutzen, und weil sich kein Käufer fand, kaufte er es am 30. Oktober 1596. Die Kaufsumme von 1100 Talern bezahlte er bis zum 1. September 1598. Aus Gerhards Ehe sind sieben Kinder überliefert, die jedoch fast alle vor ihrem Vater starben. Nach dem Tod seiner Ehefrau 1606 heiratete er 1607 in zweiter Ehe Barbara Wittig († 1623), Tochter des verstorbenen Bildhauers Michael Wittig und Enkelin von Friedrich Groß d. Ä. Nach seinem Tode 1615 übernahm sein Schüler Gregor Hahn (1588–1646) die Werkstatt und heiratete am 15. Februar 1616 seine Witwe.
Zu seinen Schülern gehören die Söhne Gottfried Heinrich (* 26. November 1591) und Jacob Heinrich (* 27. Juli 1596, † nach 1623) sowie Gregor Hahn und Johann (Jan) Pfister, außerdem einige anonyme Meister wie der Meister des Gießmannsdorfer Altars (Mistrz Gościszowski), der Meister der Breslauer Karyatiden (Mistrz Wrocławskich Herm Kobiecych), der Meister der Ohlauer Epitaphien (Mistrz Epitafiów Oławskich), der Meister der Bolkenhainer Kanzel (Mistrz Ambony Bolkowskiej) und der Meister des Gomolcke-Epitaphs (Mistrz Epitafium Gomolckego).

## Werk

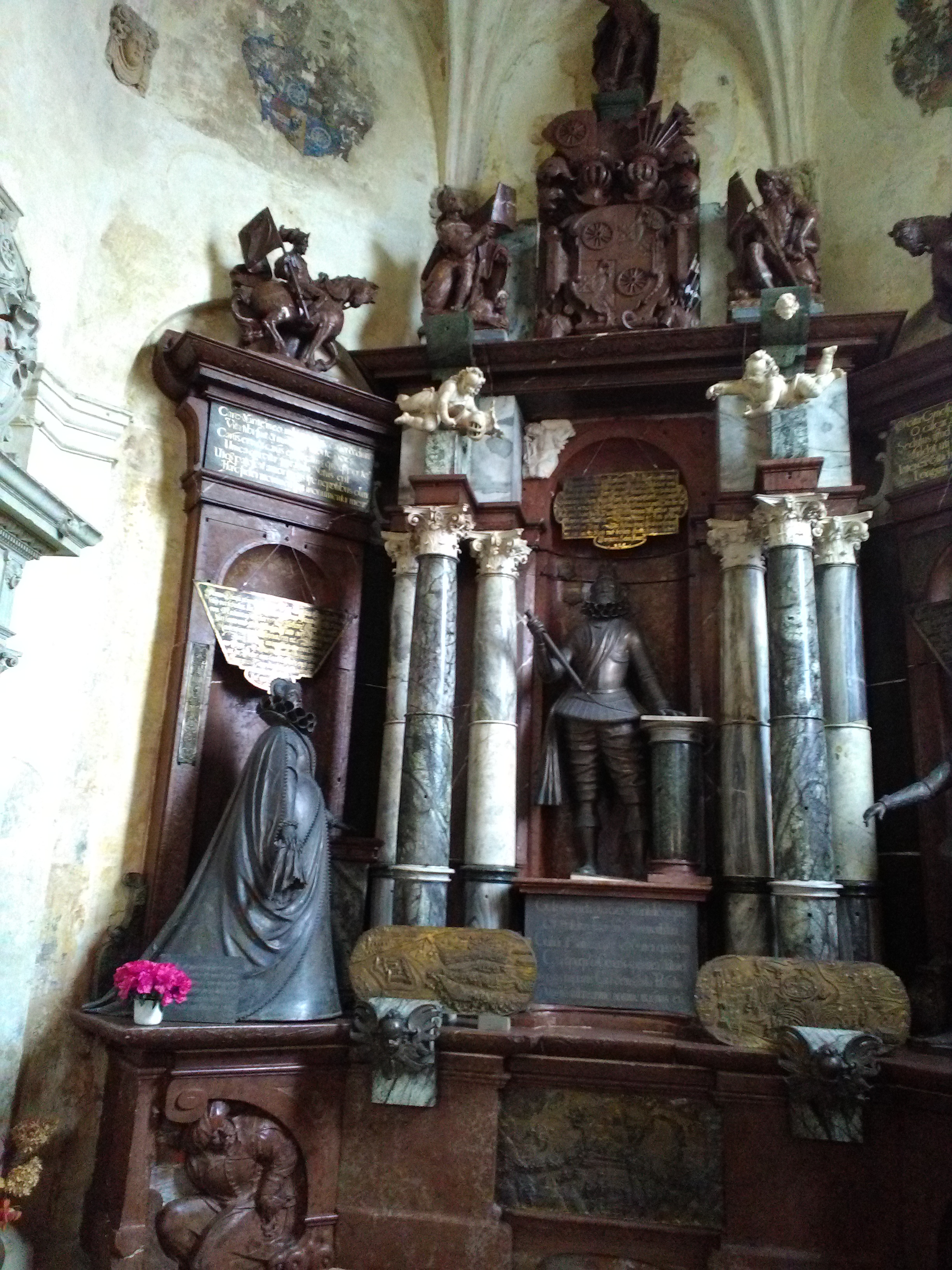
Grabmal Melchiors von Redern in der Kreuzauffindungskirche in Friedland in Böhmen

Er schuf zahlreiche Reihe von Grabsteinen für lokale Patrizier. Sein Hauptwerk ist das monumentale Grabmal des Feldmarschalls Melchior von Redern in der Kreuzauffindungskirche in Friedland in Böhmen. Auf dieses verfasste er auch eine Beschreibung, die 1610 gedruckt wurde.
- 1605: Schlosskirche St. Johannes in Oels, Kanzel
- 1605–1610: Kreuzauffindungskirche in Friedland in Böhmen, Grabmal des Feldmarschalls Melchior von Redern
- Breslau, Elisabethkirche: Epitaphien mit steinerner bzw. hölzerner Einfassung für Caspar Heseler von Waldau, 1589; Andreas Dudith 1589; Christoph Scheller, ca. 1593/94(?); Elisa von Reimann, 1594–97; Joseph von Rindfleisch, ca. 1599; Friedrich Schmidt von und auf Schmiedefeld, ca. 1600; Georg von Kirchenpaur, ca. 1606; Heinrich Stefan, ca. 1610.
- Breslau, Magdalenenkirche: Epitaphien mit steinerner bzw. hölzerner Einfassung für Andreas von Reuss d. J., 1599; die Kinder von Joachim Luck von Boguslawitz, 1599/1600; Christoph St. Sachs, 1600/01; Georg II. Fürst von Kupferberg, 1601–02; Janos Balassi Freiherr von Gyaramath, 1602; Balthasar von Heugel, 1602/03; Daniel von Anfang d. Ä., ca. 1603; Caspar Müller, 1604; Hans Richter, 1605; Michael Hermann von Kattern, 1606; Emmelia von Rindfleisch, 1613; Georg von Rindfleisch auf Strachwitz, 1613–14; Hans Bernstein, 1614.
- Breslau, Dom Johannes der Täufer: Grabdenkmal für Bischof Andreas von Jerin, ca. 1590/91; Dekor der Grabplatte von Johann von Liubitsch, 1591–1593; Grabdenkmal für Weihbischof Adam Weisskopf, 1600–02.